# アルフレッド・ギュー
アルフレッド・ギュー（Alfred Guillou、1844年9月12日 - 1926年）はフランス、ブルターニュ出身の画家である。ブルターニュの港町、コンカルノーの人々を描いた。

## 略歴
ブルターニュ地域圏、フィニステール県のコンカルノーで生まれた。父親は漁師で15年間コンカルノーの市長を務めた人物である。コンカルノーを訪れた画家から絵を学び、その勧めに従ってパリに出て、私立の美術学校、アカデミー・シュイスでしばらく学んだ後、アレクサンドル・カバネルのスタジオで学んだ。カバネルのスタジオにはジュール・バスティアン＝ルパージュやフェルナン・コルモン、テオフィル・デロールが学んでいた。1868年に漁師を描いた人物画をサロン・ド・パリに出展した。3年後に友人となったデロールと故郷のコンカルノーに移った。デロールはギューの妹と結婚した。
ギューは版画家のトゥルニー（Joseph Gabriel Tourny :1817–1880)の娘と結婚し、パリのモンパルナスに家を持ったが、コンカルノーで多くの時間を過ごした。1887年に父親の亡くなった後、家を建てスタジオも作り、地方の政治にも関わり、カンペール美術館の理事も務めた。
1898年と1900年のパリ万国博覧会にも出展し、銀メダルを受賞した。
ギューを始まりとするコンカルノーの「芸術家村」はコンカルノーがポール・ゴーギャンを中心とする「ポン＝タヴァン派」の画家の集まったポン＝タヴァンにも近かったこともあり、多くの芸術家が集まる場所になった。コンカルノーに滞在した芸術家にはペーダー・セヴェリン・クロイヤー、シャルル・コッテ、ジュール・バスティアン＝ルパージュ、パスカル・ダニャン＝ブーベレ、アメリー・ルンダール、セシリア・ボー、トーマス・アレキサンダー・ハリソンといった画家がいた。

## 作品
- 「コンカルノーのパルドン祭り」 (1887)
- 「海藻取り」
- 「貝取り」
- 「コンカルノーの魚の到着」

- 「さらば！」(1892)[3]
- 「イワシ漁師の到着」